# Новоказанковатский сельский совет (Черниговский район)
Новоказанковатский сельский совет (укр. Новоказанкуватська сільська рада) — входит в состав
Черниговского района
Запорожской области
Украины.
Административный центр сельского совета находится в 
с. Новоказанковатое.

## История
- 1924 — дата образования.

## Населённые пункты совета
- с. Новоказанковатое
- с. Крыжчено
- с. Петропавловка